# Labes (exogeologia)
En astrogeologia, labes (plural  labēs, abr. LA) és una paraula llatina que significa «caiguda», «mal», «taca» que la Unió Astronòmica Internacional (UAI) utilitza per referir-se a regions caòtiques, amb crestes i valls molt inclinades.
S'han identificat aquestes formacions només a Mart i a (21) Lutècia.

## Labēs de Mart
S'utilitza a Mart per designar grans lliscaments de terra, tots situats sense excepció dins del Valles Marineris. Els labēs tenen el nom de la clàssica característica d'albedo més propera.
| Labes          | Coordenades                              | Diàmetre (km) | Epònim                                    | Ref.  |
| -------------- | ---------------------------------------- | ------------- | ----------------------------------------- | ----- |
| Baetis Labēs   | 3° 40′ S, 288° 32′ E / 3.67°S,288.54°E   | 88,00         | Nom d'una característica d'albedo propera | WGPSN |
| Candor Labes   | 4° 47′ S, 284° 01′ E / 4.79°S,284.01°E   | 134,94        | Nom d'una característica d'albedo propera | WGPSN |
| Ceti Labes     | 6° 47′ S, 284° 16′ E / 6.78°S,284.27°E   | 11,05         | Nom d'una característica d'albedo propera | WGPSN |
| Coprates Labes | 11° 49′ S, 292° 13′ E / 11.82°S,292.21°E | 61,97         | Nom d'una característica d'albedo propera | WGPSN |
| Ius Labes      | 7° 28′ S, 281° 32′ E / 7.47°S,281.54°E   | 61,18         | Nom d'una característica d'albedo propera | WGPSN |
| Melas Labes    | 8° 32′ S, 288° 18′ E / 8.53°S,288.3°E    | 107,24        | Nom d'una característica d'albedo propera | WGPSN |
| Ophir Labes    | 11° 01′ S, 291° 43′ E / 11.01°S,291.72°E | 92,53         | Nom d'una característica d'albedo propera | WGPSN |

## Labēs de (21) Lutècia
Els labēs de (21) Lutècia són nomenats amb noms de rius europeus a l'època romana. Totes aquestes característiques formen parcialment un gran cràter sense nom (~ 40 km) a la cara oculta de (21) Lutècia.
| Labes          | Coordenades                            | Diàmetre (km) | Epònim                       | Ref.  |
| -------------- | -------------------------------------- | ------------- | ---------------------------- | ----- |
| Danuvius Labes | 70° 00′ N, 333° 00′ E / 70.0°N,333.0°E | 0             | Riu Danubi (centre d'Europa) | WGPSN |
| Gallicum Labes | 77° 00′ N, 287° 00′ E / 77.0°N,287.0°E | 0             | Riu Gállego (Espanya)        | WGPSN |
| Sarnus Labes   | 63° 00′ N, 285° 36′ E / 63.0°N,285.6°E | 0             | Riu Sarno (Itàlia)           | WGPSN |